# Tangerine
Tangerine er en amerikansk film fra 2015, filmen er instrueret af Sean Baker og med Kitana Kiki Rodriguez, Mya Taylor, Karren Karagulian og Mickey O'Hagan i hovedrollerne.

## Medvirkende
- Kitana Kiki Rodriguez som Sin-Dee
- Mya Taylor som Alexandra
- Karren Karagulian som Razmik
- Mickey O'Hagan som Dinah
- James Ransone som Chester
- Alla Tumanian som Ashken
- Luiza Nersisyan som Yeva
- Arsen Grigoryan som Karo
- Ian Edwards som Nash
- Clu Gulager som Cherokee